# Liste der Kulturdenkmäler in Reuth (Eifel)
In der Liste der Kulturdenkmäler in Reuth sind alle Kulturdenkmäler der rheinland-pfälzischen Ortsgemeinde Reuth aufgeführt. Grundlage ist die Denkmalliste des Landes Rheinland-Pfalz (Stand: 17. Juli 2023).

## Einzeldenkmäler
| Bezeichnung | Lage                                   | Baujahr                 | Beschreibung                                      | Bild                           |
| ----------- | -------------------------------------- | ----------------------- | ------------------------------------------------- | ------------------------------ |
| Wegekreuz   | südwestlich des Ortes an der L 23 Lage | vor dem 18. Jahrhundert | Nischenkreuz, Basaltlava, vor dem 18. Jahrhundert | weitere Bilder Fotos hochladen |